# Гіперплазія ендометрія
Гіперплазія ендометрію — захворювання тіла матки, що проявляється через зміну залоз і строми ендометрію. Гіперплазія ендоментрія може стати причиною розвитку раку ендометрія та безпліддя.

## Форми гіперплазії
Здебільшого виділяють 3 форми: залозиста, залозисто-кістозна та атипова гіперплазія. Також можуть розвиватися поліпи ендометрію.
Залозиста і залозисто-кістозна гіперплазії майже ідентичні, вони розрізняються тільки ступенем вираженості. При залозисто-кістозній формі спостерігаються розширення кістозно-змінених залоз, а при залозистій формі кіст немає. Форма атипової гіперплазії ендометрію характеризується залозами, що розрослися.

## Причини розвитку та симптоми
Причинами розвитку гіперплазії ендометрія є надлишок естрогенів і дефіцит прогестерону. До захворювання більш схильні жінки, які страждають на цукровий діабет, ожиріння, артеріальну гіпертонію.
Симптоми гіперплазії ендометрія: тривалі ановуляторні маткові кровотечі. В деяких випадках хвороба може перебігати без цих симптомів або з маловираженими симптомами.

## Діагностика та лікування
Діагностика гіперплазії ендометрія полягає в гістологічному дослідженні зіскрібка слизової матки, тобто ендометрія. Зіскрібок роблять перед настанням менструації або на початку появи кров'яних виділень. Гістологічне дослідження є найдостовірнішим методом, що визначає форму гіперплазії ендометрія. У другій половині менструального циклу можуть використовувати метод аспірації. Лікар може призначити ехоскопію або гістероскопію, ультразвукове дослідження.
Лікування гіперплазії ендометрія визначається його формою, а також з урахуванням чинників: віку пацієнтки, клінічних проявів, протипоказань, супутніх захворювань. Хірургічне лікування гіперплазії ендометрія застосовується при передраковій формі, рецидивуючій залозисто-кістозній гіперплазії. При важкій формі гіперплазії ендометрія іноді необхідне видалення матки. В деяких випадках використовується гормонотерапія і негормональні препарати.